# 佐藤実季
佐藤 実季（さとう みき、1996年1月27日 - ）は、日本の女性声優。ダックスプロダクション所属。愛知県出身。血液型はA型。愛称は、ミキティ。
主な代表作に 『Re:ステージ!プリズムステップ』（西館ハク）などがある。

## 経歴
2014年1月26日、美のパイオニア・オスカープロモーションと声の老舗・青二プロダクション、博報堂が共同で開催した女優・声優を発掘する第1回全日本美声女コンテストにファイナリストとして出場する。
インターナショナル・メディア学院の東京校、代々木アニメーション学院名古屋校に在籍していた。
2025年2月1日、自身のXアカウントにて、1月31日をもってIAMエージェンシーを退所したことを発表し、4月1日よりダックスプロダクション所属となったことが発表された。

## 人物
趣味は筋力トレーニング、特技はダンスを早く覚えることである。
実家にはそれぞれ違う種類の猫を3匹飼っていたことがある。

## 出演

### テレビアニメ
2015年
- 城下町のダンデライオン（女子生徒）
- 電波教師（生徒C）

2016年
- 三者三葉（女子A、女子生徒、客A）
- 初恋モンスター（生徒）
- ナゾトキネ（キム・ハウン）
- 雨色ココア in Hawaii（ハロウィンパレード）

2019年
- Re:ステージ! ドリームデイズ♪（西館ハク）

### 劇場アニメ
- 劇場版マジェスティックプリンス 覚醒の遺伝子（2016年、マリー）

### ゲーム
- プリンセスメーカー（赤ちゃん精霊）
- シューティングガール（古河花鈴[11]）
- Re:ステージ!プリズムステップ（西館ハク[12]）

### ラジオ
※はインターネット配信。
- A&G GIRLS BEAT♪ Queenty（2016年 - 2017年、超!A&G+※・ニコニコ動画※）[13][14]

### テレビ出演
- 中学生日記[2][15]

### イベント
- AnimeJapan2016 Queenty 名刺お渡し会[13]

## ディスコグラフィ

### キャラクターソング
| 発売日         | 商品名               | 歌                                                   | 楽曲                                        | 備考                                                |
| -------------- | -------------------- | ---------------------------------------------------- | ------------------------------------------- | --------------------------------------------------- |
| 2017年9月10日  | Fearless Girl        | テトラルキア                                         | 「Fearless Girl」 「Shine on Me!!」         | 『Re:ステージ！』関連曲                             |
| 2018年2月21日  | Raise Your Fist      | テトラルキア                                         | 「カナリア」 「Stay Together」 「境界線」   | 『Re:ステージ！』関連曲                             |
| 2018年11月21日 | Heroic Spark         | テトラルキア                                         | 「Heroic Spark」 「Seventeen Feels」        | 『Re:ステージ！』関連曲                             |
| 2019年11月6日  | Be the CHANGE.       | テトラルキア                                         | 「Ambitious Pieces」                        | テレビアニメ『Re:ステージ！ ドリームデイズ♪』関連曲 |
| 2019年11月6日  | Be the CHANGE.       | 西館ハク（佐藤実季）                                 | 「One Step Ahead」                          | テレビアニメ『Re:ステージ！ ドリームデイズ♪』関連曲 |
| 2020年12月16日 | Chain of Dream       | テトラルキア                                         | 「Pins&Needles」                            | 『Re:ステージ！』関連曲                             |
| 2021年3月17日  | Re:STAGE! THE BEST   | Re:STAGE! ALL IDOL                                   | 「私たち、四季を遊ぶんです!!」              | 『Re:ステージ！』関連曲                             |
| 2022年5月25日  | ユニゾンモノローグ   | テトラルキア                                         | 「ユニゾンモノローグ」                      | 『Re:ステージ！』関連曲                             |
| 2023年4月19日  | M.L.V.G              | テトラルキア                                         | 「M.L.V.G」                                 | 『Re:ステージ！』関連曲                             |
| 2024年4月1日   | Refrain              | 西館ハク＆城北玄刃                                   | 「永遠の一縷」                              | 『Re:ステージ！』関連曲                             |
| 2024年8月31日  | アイシング・ドリーム | 西館ハク（CV.佐藤実季）、珠洲島有栖（CV.長縄まりあ） | 「アイシング・ドリーム」                    | 『Re:ステージ！』『オンゲキ』関連曲                 |
| 2024年8月31日  | アイシング・ドリーム | 西館ハク（佐藤実季）                                 | 「アイシング・ドリーム -西館ハクソロver.-」 | 『Re:ステージ！』『オンゲキ』関連曲                 |
| 2024年10月31日 | Rewind               | テトラルキア                                         | 「Rock Out!!」                              | 『Re:ステージ！』関連曲                             |

### ユニットメンバー
1. 1 2 3 4  坂東美久龍（山田奈都美）、西館ハク（佐藤実季）、南風野朱莉（高柳知葉）、城北玄刃（西田望見）
2. ↑  式宮舞菜（牧野天音）、月坂紗由（鬼頭明里）、市杵島瑞葉（田澤茉純）、柊かえ（立花芽恵夢）、本城香澄（岩橋由佳）、長谷川みい（空見ゆき）、伊津村紫（小澤亜李）、伊津村陽花（嶺内ともみ）、式宮碧音（髙橋ミナミ）、一条瑠夏（諏訪彩花）、岬珊瑚（田中あいみ）、白鳥天葉（日岡なつみ）、帆風奏（阿部里果）、緋村那岐咲（長妻樹里）、坂東美久龍（山田奈都美）、西館ハク（佐藤実季）、南風野朱莉（高柳知葉）、城北玄刃（西田望見）